# Ben Schwartz
Benjamin Joseph Schwartz (Nueva York; 15 de septiembre de 1981) es un actor y comediante estadounidense. Es más conocido por su papel de amigo de Tom Haverford, Jean-Ralphio Saperstein, en la serie de comedia Parks and Recreation. A partir de 2012 hace el papel de Clyde Oberholt en la serie de televisión de Showtime House of Lies.
También ha actuado en películas como Peep World junto a Rainn Wilson, Michael C. Hall y Sarah Silverman, además de participar en la creación del guion de Todos están bien con Robert De Niro. También tuvo un papel en la película The Other Guys.

## Filmografía
| Año  | Título                                   | Papel                                  | Notas                                                                                        |
| ---- | ---------------------------------------- | -------------------------------------- | -------------------------------------------------------------------------------------------- |
| 2007 | Starveillance                            | Glenn, presentador (voz)               | Serie de televisión                                                                          |
| 2007 | New York City Serenade                   | Russ                                   | Película                                                                                     |
| 2007 | Bronx World Travelers                    | Ben                                    | Serie de televisión                                                                          |
| 2008 | Mayne Street                             | Evan Mintz                             | Serie de televisión                                                                          |
| 2009 | Happiness Isn't Everything               | Jacky Hamburger                        | Película                                                                                     |
| 2009 | Mystery Team                             | Dougie's Buddy                         | Película                                                                                     |
| 2009 | I Hate Valentine's Day                   | Tammy's Date                           | Película                                                                                     |
| 2009 | Todos están bien                         | Guionista                              | Película                                                                                     |
| 2009 | Intercourse With A Vampire               | Waiter                                 | Serie de televisión, 1 episodio                                                              |
| 2009 | Accidentally On Purpose                  | Max                                    | Serie de televisión, 1 episodio                                                              |
| 2009 | CollegeHumor Originals                   | Ben/Varias personas                    | Especiales de la miniserie en línea «Jake and Amir». De 2009 a la actualidad.                |
| 2010 | The Other Guys                           | Asistente de Beaman                    | Película                                                                                     |
| 2010 | Peep World                               | Nathan Meyerwitz                       | Película                                                                                     |
| 2010 | Undercovers                              | Bill Hoyt                              | Serie de televisión                                                                          |
| 2010 | Parks and Recreation                     | Jean-Ralphio Saperstein                | Serie de televisión (11 episodios)                                                           |
| 2011 | Funny Or Die Presents...                 | Ben                                    | Serie de televisión, presentador de la sección «Terrible Decisions» (‘Decisiones terribles’) |
| 2011 | Mad                                      | Narrator, Announcer, Jim Halpert (voz) | Serie de televisión, 1 episodio.                                                             |
| 2012 | House of Lies                            | Clyde Oberholt                         | Serie de televisión                                                                          |
| 2012 | Randy Cunningham: 9th Grade Ninja        | Randy Cunningham (voz)                 | Serie de televisión animada                                                                  |
| 2013 | Arrested Development                     | John Beard Jr.                         | Serie de televisión, 1 episodio.                                                             |
| 2013 | Turbo                                    | Skidmark (voz)                         | Película                                                                                     |
| 2013 | Coffee Town                              | Gino                                   | Película                                                                                     |
| 2013 | Better Living Through Chemistry          |                                        | Película                                                                                     |
| 2014 | This Is Where I Leave You                |                                        |                                                                                              |
| 2015 | The Walk                                 | Albert                                 | Película                                                                                     |
| 2017 | Patoaventuras (2017)                     | Paco Pato (voz)                        |                                                                                              |
| 2018 | Night School                             | Marvin                                 | Película                                                                                     |
| 2018 | Rise of the Teenage Mutant Ninja Turtles | Leonardo                               | Serie de televisión                                                                          |
| 2020 | Sonic, la película                       | Sonic the Hedgehog (voz)               | Película                                                                                     |
| 2020 | Space Force                              | F. Tony Scarapiducci                   | Serie de televisión (10 episodios)                                                           |
| 2021 | Music                                    | Rudy                                   | Película                                                                                     |
| 2022 | Sonic 2, la película                     | Sonic the Hedgehog (voz)               | Película                                                                                     |
| 2022 | The Afterparty                           | Yasper                                 | Serie de televisión, 8 episodios                                                             |
| 2023 | Renfield                                 | Teddy Lobo                             | Película                                                                                     |
| 2024 | A Very Sonic Christmas                   | Sonic the Hedgehog (voz)               | Cortometraje                                                                                 |
| 2024 | Sonic 3, la película                     | Sonic the Hedgehog                     | Película                                                                                     |
| TBA  | Mike & Nick & Nick & Alice               |                                        | Película                                                                                     |

## Premios y nominaciones
| Año  | Premio              | Categoría                                    | Trabajo nominado                                       | Resultado | Ref.  |
| ---- | ------------------- | -------------------------------------------- | ------------------------------------------------------ | --------- | ----- |
| 2025 | Kids' Choice Awards | Voz masculina favorita para película animada | Su voz como Sonic the Hedgehog en Sonic 3, la película | Nominado  | [ 3 ] |